# Тарасівка (Конотопський район)
Тара́сівка — село в Україні, у Кролевецькій міській громаді Конотопського району Сумської області. Населення становить 7 осіб. До 2017 орган місцевого самоврядування — Грузчанська сільська рада.

## Географія
Село Тарасівка знаходиться біля витоків річечки Грузька, яка через 8 км впадає в річку Реть, нижче за течією на відстані 2 км розташоване село Грузьке. Село оточене великим лісовим масивом (дуб). Поруч проходять автомобільна дорога Т 1907 і залізниця, станція Брюловецький за 2,5 км.

## Історія
12 червня 2020 року, відповідно до розпорядження Кабінету Міністрів України № 723-р «Про визначення адміністративних центрів та затвердження територій територіальних громад Сумської області», село увійшло до складу Кролевецької міської громади.
19 липня 2020 року, в результаті адміністративно-територіальної реформи та ліквідації Кролевецького району, увійшло до складу новоутвореного Конотопського району.

## Символіка
На гербі зображений перевернутий вогняний меч по бокам від якого зображені сосни. Перевернутий меч це перша літера назви села а також ракета яка здіймається в небо вночі, освітлюючи навколишні сосни. Ґрунт під соснами - сектор екрану РЛС, на якому відображається рух ракет у небі. Чорний колір відносить нас до села Грузьке, в підпорядкуванні якого знаходиться.

## Цікаві факти
Біля села розташоване військове містечко-привид, яке не було позначено на картах Радянського Союзу і де базувалися ракети з ядерними боєголовками. На сьогоднішні від нього зашилися тільки уламки колишніх казарм, ангарів.